# Damien Harris
Damien Harris (Richmond, Kentucky, 11 de febrero de 1997) es un jugador profesional estadounidense de fútbol americano que se desempeña en la posición de running back en Buffalo Bills, equipo de la National Football League (NFL).

## Carrera
Fue seleccionado en la tercera ronda en la Reunión Anual de Selección de Jugadores de la NFL de 2019. Hizo su debut profesional con el equipo New England Patriots, en el cual jugó cuatro temporadas (2019-2023), luego pasó a Buffalo Bills, donde lleva jugando una temporada.